# Poly1305
Poly1305는 대니얼 J. 번스타인이 암호화에 사용하기 위해 설계한 유니버설 해시 계열이다.
모든 유니버설 해시 계열과 마찬가지로 Poly1305는 일회용 패드를 사용하여 정보를 숨기는 방식과 유사하게 발신자와 수신자 간에 공유되는 비밀 키를 사용하여 단일 메시지를 인증하는 일회성 메시지 인증 코드로 사용할 수 있다. 발신자와 수신자 간에 공유되는 비밀 키를 사용하는 단일 메시지의 내용이다.
원래 Poly1305는 Poly1305 해시와 AES-128을 결합하여 단일 짧은 키와 고유한 메시지 번호를 사용하여 많은 메시지를 인증하는 카터-웨그먼(Carter-Wegman) 인증자인 Poly1305-AES의 일부로 제안되었다. Poly1305는 나중에 NaCl crypto_secretbox_xsalsa20poly1305 인증 암호에서 XSalsa20을 사용하고 인터넷의 TLS에 배포된 ChaCha20-Poly1305 인증 암호에서 ChaCha를 사용하여 각 메시지에 대해 생성된 일회용 키를 적용했다.

## 구현체
- Botan
- OpenSSL
- LibreSSL
- WolfSSL
- GnuTLS